# British Home Championship 1921
British Home Championship 1921 – trzydziesta druga edycja turnieju piłki nożnej między reprezentacjami z Wielkiej Brytanii. Tytułu broniła Walia, ale straciła go na rzecz Szkocji.

## Turniej
| 23 października 1920 | Anglia · Kelly 10' · Walker 47' | 2 : 0(1 : 0)Raport | Irlandia | Roker Park, Sunderland Widzów: 22 000 Sędzia: Alexander A. Jackson |
|                      |                                 |                    |          |                                                                    |

| 12 lutego 1921 | Szkocja · Wilson | 2 : 1 | Walia · Collier | Pittodrie, Aberdeen |
|                |                  |       |                 |                     |

| 26 lutego 1921 | Irlandia | 0 : 2 | Szkocja · Wilson k' · Cassidy | Windsor Park, Belfast |
|                |          |       |                               |                       |

| 14 marca 1921 | Walia | 0 : 0Raport | Anglia | Ninian Park, Cardiff Widzów: 12 000 Sędzia: Alexander A. Jackson |
|               |       |             |        |                                                                  |

| 9 kwietnia 1921 | Szkocja · Wilson 20' · Morton 46' · Cunningham 57' | 3 : 0(1 : 0)Raport | Anglia | Hampden Park, Glasgow Widzów: 100 000 Sędzia: Arthur Ward |
|                 |                                                    |                    |        |                                                           |

| 9 kwietnia 1921 | Walia · Hole · Davies | 2 : 1 | Irlandia · Chambers | Vetch Field, Swansea |
|                 |                       |       |                     |                      |

## Tabela
| Msc. | Zespół   | M | W | R | P | Br+ | Br- | Pkt |
| ---- | -------- | - | - | - | - | --- | --- | --- |
| 1    | Szkocja  | 3 | 3 | 0 | 0 | 7   | 1   | 6   |
| 2    | Walia    | 3 | 1 | 1 | 1 | 3   | 3   | 3   |
| 2    | Anglia   | 3 | 1 | 1 | 1 | 2   | 3   | 3   |
| 4    | Irlandia | 3 | 0 | 0 | 3 | 1   | 6   | 0   |

## Strzelcy
4 gole
- Andrew Wilson

1 gol
- Bob Kelly
- Billy Walker
- Dai Collier
- Joe Cassidy
- Andy Cunningham
- Alan Morton
- Billy Hole
- Stan Davies
- Jimmy Chambers